# (151) Abondance
(151) Abondance (désignation internationale (151) Abundantia) est un astéroïde de la ceinture principale découvert par Johann Palisa le 1er novembre 1875.
Son nom provient d'une déesse romaine de la chance et de l'abondance, aussi appelée Annona. Gardienne de la corne d'abondance. Ceci, en partie pour célébrer le nombre croissant d'astéroïdes que l'on découvrit dans les années 1870.